# Сердеж (Марий Эл)
Сердеж (мар. Шердыж) — деревня в Моркинском районе Республики Марий Эл. Входит в состав Семисолинского сельского поселения.

## География
Находится в юго-восточной части республики Марий Эл на расстоянии менее 5 км по прямой на север от районного центра посёлка Морки.

## История
Известна с 1839 года как выселок Шердыж Себеусадской волости с 13 дворами и 40 душами мужского пола. В 1886 году в выселке Сердеж волости находилось 23 двора, проживали 111 человек, большинство мари. В 1924 году проживали 228 человек, среди них 136 — мари, 86 — русские, 6 — татар. В 2004 году в деревне оставались 37 хозяйств, 30 жилых домов. В советское время работали колхоз «Лёгкий», позднее ООО «Семисола».

## Население
Население составляло 52 человека (мари 79 %) в 2002 году, 39 в 2010.